# Santa Domenica Vittoria
Santa Domenica Vittoria ist eine Stadt der Metropolitanstadt Messina in der Region Sizilien in Italien mit 861 Einwohnern (Stand 31. Dezember 2023).

## Lage und Daten
Santa Domenica Vittoria liegt 95 km südwestlich von Messina. Arbeitsplätze gibt es in der Landwirtschaft.
Der Ort liegt in dem Park des Monti Nebrodi.
Die Nachbargemeinden sind: Floresta, Montalbano Elicona, Randazzo (CT) und Roccella Valdemone.

## Geschichte
Hier siedelten bereits in der Antike Menschen. Im 8. Jahrhundert war der Ort nur ein einzelnes Gehöft. 1628 wurde Santa Domenica Vittoria von S. Pagano gegründet.